# Geología de Azerbaiyán

Un mapa topográfico ampliable de Azerbaiyán

La geología de Azerbaiyán forma parte del cinturón de pliegues Alpinos. Los depósitos sedimentarios que abarcan parte del sudoeste del Cáucaso Mayor y Menor, incluida la cuenca del río Kurá entre las montañas del Cáucaso, así como las cuencas del Caspio Medio y Sur se han configurado como diversos sistemas de pliegues. El grosor de la corteza terrestre en Azerbaiyán varía en el rango de 38 a 55 km. Su espesor máximo se observa en el área del Cáucaso Menor, mientras que su espesor mínimo es propio de las estribaciones de Talysh. El entorno geológico del área consiste en depósitos sedimentarios, volcánico-sedimentarios, volcánicos y terrestres, que abarcan casi todo el rango estratigráfico a partir del Precámbrico hasta el Holoceno. 

## Minerales
Azerbaiyán es rico en combustibles fósiles y en otros tipos de menas y minerales. Las menas y los minerales en los que se insertan, se distribuyen principalmente en los territorios montañosos (Pequeño y Gran Cáucaso), mientras que los combustibles fósiles se localizan en territorios llanos y en la cuenca del Caspio Sur. Esta configuración motivó el desarrollo de la industria minera en el oeste y de la industria del gas y del petróleo en el este. 

### Recursos de combustibles fósiles

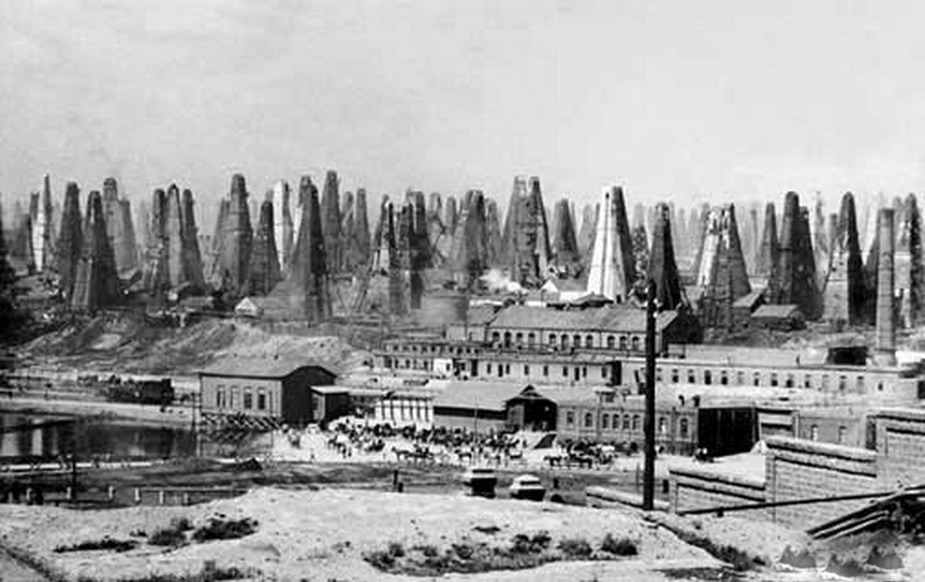
Los pozos de petróleo de la compañía Nobel Brothers en Balakhani, un suburbio de Bakú

Los recursos de combustibles fósiles en Azerbaiyán incluyen petróleo, gas, esquistos bituminosos, turba, etc. La industria petrolera es el sector más importante de la economía local, explotándose tanto los yacimientos situados en tierra como los del mar Caspio. Azerbaiyán (particularmente la península de Absheron) se conoce como la región productora de petróleo más antigua del mundo. Incluso durante los siglos VII-VI a. C., se extrajo petróleo en la península de Absheron y se exportó a diferentes lugares. A partir de 1985 se produjeron alrededor de 1200 millones de toneladas de petróleo crudo en Azerbaiyán (el 25% de las cuales provienen de campos petroleros en alta mar). 

### Recursos de minerales metalíferos
Los minerales metalíferos de Azerbaiyán (principalmente magnetita y hematita) se dividen en cuatro clases genéricas: de segregación magmática, magnetita de skarn (contacto-metasomática), hidrotermal-metasomática y sedimentaria.

## Recursos minerales no metálicos
Los recursos minerales no metálicos desempeñan un papel importante en el equilibrio total de recursos materiales de Azerbaiyán. Ese grupo de materias primas incluye sal de roca, yeso, anhidrita, alumbre, arcilla de bentonita, materiales de construcción, pirita, boratos, piedras preciosas y semipreciosas, dolomita, espato de Islandia, etc.

## Aguas subterráneas
El agua subterránea se considera uno de los recursos naturales más importantes de Azerbaiyán. Debido a las diferencias en la composición química, se dividen en varios tipos, como agua de servicio, agua potable, aguas medicinales y aguas utilizadas en diversos sectores industriales. 

## Volcanes de lodo
Se estima que 300 de los 700 volcanes de lodo del planeta se encuentran en el este de Azerbaiyán y el mar Caspio.
Los volcanes de lodo son habituales en Azerbaiyán. En el idioma local se conocen como "pilpila", "yanardag", "bozdagh", "ahtarma", "gaynarja", etc. Hay más de 220 volcanes de lodo en Azerbaiyán (península de Absherón, Gobustán, planicie sureste de Shirván, las llanuras de Shabran y de Samur-Davachi, y tanto en el Archipiélago Bakú como en Absherón). Los más grandes son Galmas, Toragay, Big Kanizadag, etc. La mayoría de ellos tienen forma de cono, y su altura varía en el rango de 20 a 400 m, mientras que el diámetro de la base puede variar de 100 a 4500 m. 
En 2001, un volcán de lodo a 15 kilómetros de Bakú llegó a los titulares mundiales cuando de repente comenzó a arrojar llamas de 15 metros de altura.

## Sismicidad
E. Nobel estableció la primera estación sísmica de Azerbaiyán en Bakú poco después de 1902. Posteriormente se establecieron estaciones sismológicas en diferentes áreas de la zona ( Balakhany, Zurnabd, Shamaji, Ganyá, Najicheván, Lankaran, Isla de Chilov y Mingachevir). 
Azerbaiyán ha sufrido terremotos devastadores desde la antigüedad. Los primeros informes sobre "un evento devastador en general que destruyó todas las ciudades y pueblos" se remontan al año 427. En el 1139, se produjo un devastador terremoto de magnitud IX. El pueblo de Ganyá fue destruido por completo, y se informó de numerosas víctimas. El lago Goygol se generó como resultado de este seísmo. 
En el siglo XIX, la localidad de Shamahy sufrió varios terremotos devastadores. Varios de ellos, los ocurridos en 1856, 1861 y 1872 y 1902, que se consideran los más fuertes y destructivos, se estimaron con una intensidad de VII-X.